# Contea di Norton
La contea di Norton in inglese Norton County è una contea dello Stato del Kansas, negli Stati Uniti. La popolazione al censimento del 2000 era di 5 953 abitanti. Il capoluogo di contea è Norton